# Dolichoderus rugosus
Dolichoderus rugosus é uma espécie de formiga do gênero Dolichoderus.